# 24-Stunden-Rennen auf dem Nürburgring 1987

Streckenführung für das 24-Stunden-Rennen ab 1984

Das 15. 24-Stunden-Rennen auf dem Nürburgring fand vom 20. auf den 21. Juni 1987 auf dem Nürburgring statt.

## Rennergebnis

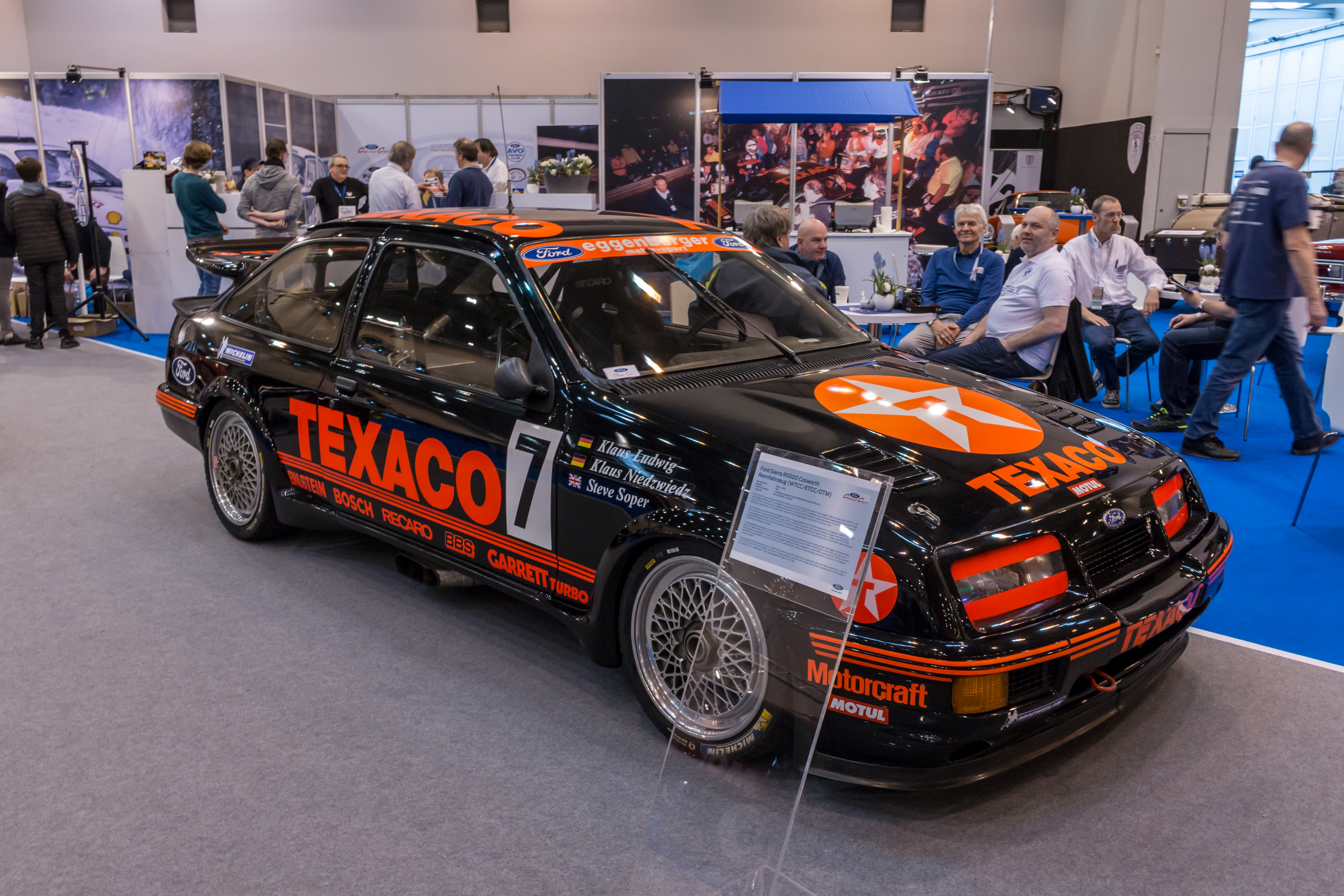
Ford Sierra RS500, das originale Siegfahrzeug von Ludwig, Niedzwiedz und Soper von 1987

Nach drei Siegen in Folge für BMW gewann – nach vier Erfolgen von 1979 bis 1982 ― ein Fahrzeug der Marke Ford zum fünften und bis heute letzten Mal das 24-Stunden-Rennen auf dem Nürburgring. Den Ford Sierra RS500 des Ford Texaco Racing Werksteams pilotierten die späteren Vizemeister der Tourenwagen-Weltmeisterschaft 1987 Klaus Ludwig und Klaus Niedzwiedz, als dritter Fahrer saß der Brite Steve Soper im Fahrzeug, der in der Tourenwagen-Weltmeisterschaft ebenfalls in einem Ford Sierra RS500 an den Start ging. Das Auto Budde Team wurde mit dem Siegfahrzeug des Vorjahres, dem „gelber Dauerläufer“ genannten BMW 325i, mit Axel Felder, Franz-Josef Bröhling und Volker Strycek am Steuer Zweiter. Das Podium komplettierten Robert Walterscheid-Müller, Jürgen Hamelmann und Edgar Dören im BMW M3 von MK-Motorsport.
Die Sieger absolvierten 135 Runden und legten eine Gesamtstrecke von 3422,25 km zurück. Von den 180 gestarteten Fahrzeugen wurden 96 gewertet.

## Rennverlauf
Bei teilweise sintflutartigem Regen fuhr das Trio Ludwig, Niedzwiedz und Soper einen souveränen Start-Ziel-Sieg heraus und verhinderten im Werks-Sierra einen vierten Sieg in Folge für Auto Budde, die mit dem „gelben Dauerläufer“ mit vier Runden Rückstand ins Ziel kamen.

## Streckenführung
Seit dem Umbau der Strecke im Jahr 1983 wurde das 24-Stunden-Rennen am Nürburgring auf einer Kombination aus Nordschleife und Grand-Prix-Strecke ausgetragen.

## Besonderheiten
Nach 15 Jahren konnten Ludwig, Niedzwiedz und Soper den Distanzrekord von 3311,07 km überbieten, den Helmut Kelleners und Gerold Pankl 1972 in einem BMW 2800 CS aufgestellt hatten.
Der Sierra RS Cosworth war das erste Siegfahrzeug mit Turbolader beim 24-Stunden-Rennen auf dem Nürburgring.